# Sophora violacea
- Commons
- Wikispecies

Sophora violacea é uma espécie vegetal da família Fabaceae. Pode ser encontrada no Sri Lanka